# Бурбаки, Шарль Дени
Шарль Дени́ Бурбаки́ (фр. Charles Denis Sauter Bourbaki; 22 апреля 1816, По, Франция — 22 сентября 1897, Байонна) — французский военачальник, генерал, командующий армиями и корпусами во времена франко-прусской войны

## Биография
Родился в семье грека-колониста, полковника французской армии, участника наполеоновских войн и Освободительной войны Греции 1821—1832 годов Константи́на Дени́ Бурбаки́.

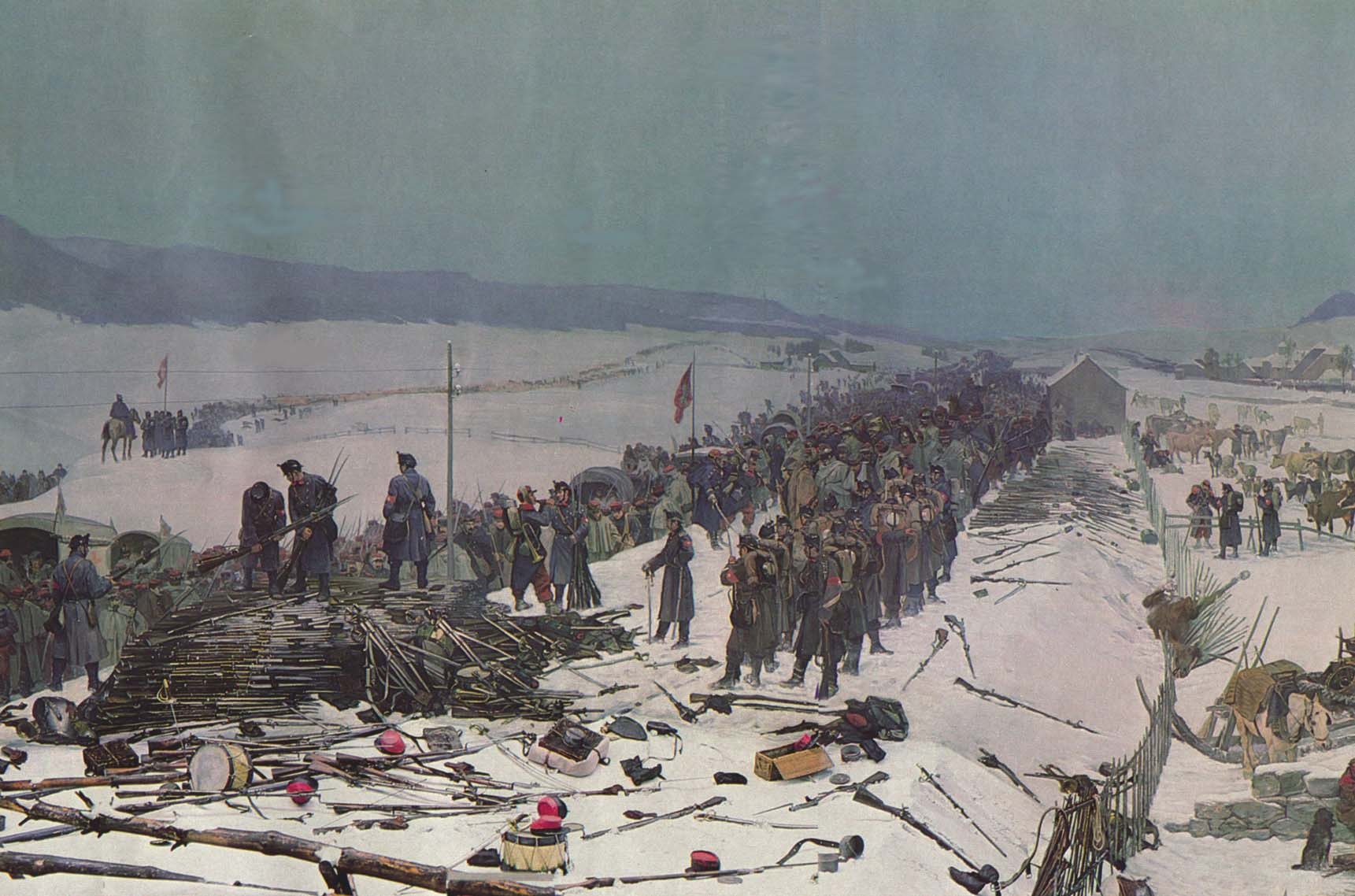
Разоружение армии генерала Бурбаки на границе Швейцарии

После учёбы во французском Национальном военном училище, поступил и успешно закончил Сен-Сир.
В 1836 году для прохождения службы был направлен в колониальные войска — полк зуавов. В 1838 году — лейтенант Французского Иностранного легиона. Потом некоторое время состоял адъютантом короля Луи-Филиппа I.
Принимал участие в боевых действиях в Африке. В 1842 году стал капитаном зуавов. С 1851 года в чине полковника командовал 1-м полком зуавов. В 1854 году ему было присвоено звание бригадного генерала.
Участник Крымской войны, командовал отрядом алжирцев. Отличился в сражениях с русской армией на Альме, у Инкермана, при осаде Севастополя в 1854—1855 годах.
В 1857 году ему присвоено звание Дивизионного генерала, после чего в 1859 году  был направлен командовать гарнизоном Лиона. Во время Австро-итало-французской войны 1859 года командовал дивизией.
Принимая во внимание его происхождение и военные успехи в Италии, в 1862 году ему было предложено выставить свою кандидатуру на вакантный греческий престол, но от почётного предложения отказался.
Во время франко-прусской войны в 1870 году император Наполеон III поручил ему командование старой императорской гвардией, с которой он сыграл важную роль в сражениях у Меца. Особо отличился в битве при Марс-ла-Туре, хотя и проигранной французами. Затем был осаждён прусской армией вместе с другими французскими войсками в Меце. 7 октября 1870 года участвовал в сражении при Бельвю.
Был послан с поручением к императрице Евгении. Выполнив поручение, в Мец уже не вернулся, а поступил в распоряжение организованного 4 сентября в Париже временного правительства национальной обороны.

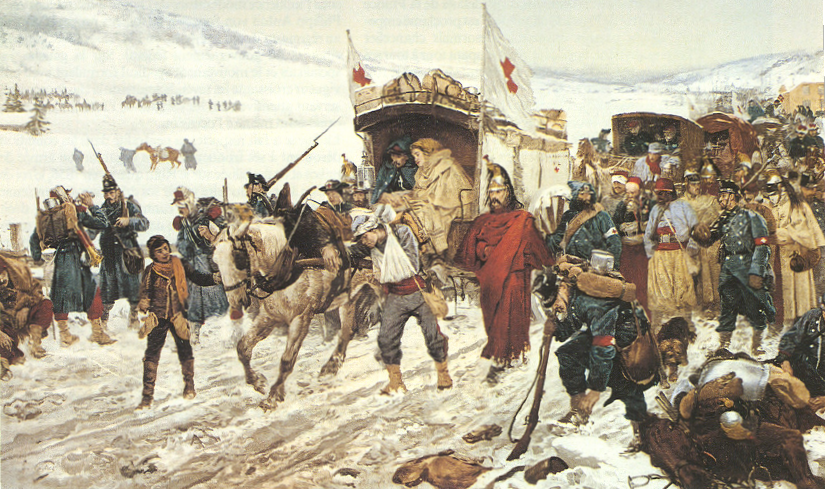
Отступающие части армии Бурбаки

В конце октября начале ноября организовал Северную армию, но был отозван и с 19 ноября командовал правым крылом Луарской армии. 8 декабря ему было поручено сформировать Восточную армию, чтобы деблокировать крепость Бельфор, вернуть Эльзас и прервать коммуникации немецкой армии, осаждавшей Париж, с Рейном. 
Во главе наспех обученных и плохо оснащенных войск Восточной армии он начал наступление, разбил корпус фон Вердера при Виллерсекселе, но 14-17 января 1871 года потерпел поражение в сражении на реке Лизена. Бурбаки сложил с себя функции командующего, передав их генералу Жюстену Кленшану. 26 января 1871 года пытался покончить с собой выстрелом в голову из пистолета, но попытка самоубийства не удалась: рана оказалась несмертельной. Французы вынуждены были отступить на швейцарскую территорию, где части были разоружены и содержались в течение шести недель, после чего в марте репатриированы во Францию. 
Выздоровев и вернувшись во Францию, в июле 1871 года опять получил в командование корпус в Лионе, а затем стал военным губернатором.
В 1881 году из-за политических взглядов был отправлен в отставку. В 1885 году предпринял неудачную попытку стать депутатом французского Сената.

## Память

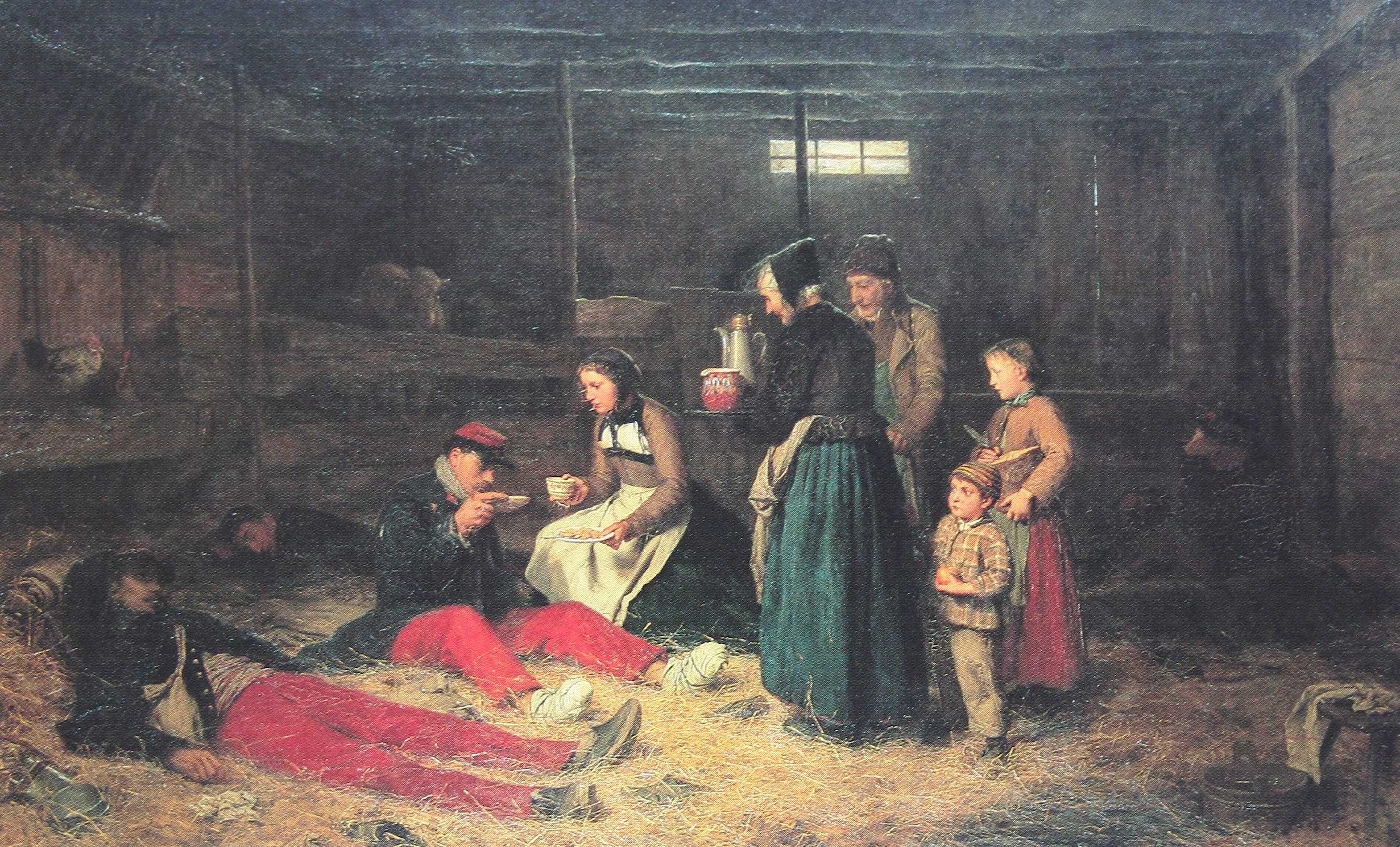
Альберт Анкер. «Солдаты Бурбаки» (1871)

Сцена разоружения армии Бурбаки при пересечении швейцарской границы была изображена живописцем Эдуардом Кастресом на панораме 1881 года. С 1889 года эта панорамная картина экспонируется в Люцерне. События эти нашли отражение и в национальной живописи Швейцарии, в частности, картине Альберта Анкера «Солдаты Бурбаки» (1871), изображающей приютившую французских солдат швейцарскую семью.
Группа французских математиков XX века опубликовала ряд своих работ под коллективным псевдонимом Николя Бурбаки, названным так в честь генерала.

## Источник
- Бурбаки, Шарль // Энциклопедический словарь Брокгауза и Ефрона : в 86 т. (82 т. и 4 доп.). — СПб., 1890—1907.
- Бурбаки, Шарль // [Бомбарда — Верещагин, Александр Васильевич]. — СПб. ; [М.] : Тип. т-ва И. Д. Сытина, 1911. — С. 151—152. — (Военная энциклопедия : [в 18 т.] / под ред. К. И. Величко … [и др.] ; 1911—1915, т. 5).